# Bishnois
Bishnoi es un grupo religioso que se encuentra en el oeste del desierto de Thar de la India; el desierto comprende las áreas de Punjab y Sindh en Pakistán. El nombre deriva de bis (veinte) y nai (nueve) es decir, los seguidores de 29 principios dados por Guru Jambheshwar. Guru Jambheshwar dio el mensaje de proteger los árboles y la vida silvestre hace 540 años, profetizando que dañar el medio ambiente significa hacerse daño a sí mismo. Formuló veintinueve principios, que no sólo se dirigen a conservar la biodiversidad de la zona, sino también a asegurar una vida social saludable ecológicamente para la comunidad.
Diez de los 29 principios están dirigidos a la higiene personal y el mantenimiento de una buena salud básica, siete al comportamiento social sano y cinco a adorar a Dios. Ocho principios se han prescrito para preservar la biodiversidad y fomentar la buena cría de animales. Estos incluyen la prohibición de matar animales y la tala de árboles verdes, y ofrecer protección a todas las formas de vida. El uso de ropa de color azul está prohibido porque el colorante para teñirlos se obtiene mediante la reducción de una gran cantidad de arbustos.
En 1730, 363 hombres Bishnoi, mujeres y niños dirigidos por Amrita Devi, murieron protegiendo los árboles que iban a talar el séquito del rey. Este incidente ocurrió en Khejarli, un pueblo en el distrito de Jodhpur de Rajasthan. Los Bishnois sacrificaron sus vidas mientras protegían los árboles abrazados a ellos.

## Historia
Bishnois fue fundado por el Gurú Jambheshwar de Bikaner, que nació en 1451, y está enterrado en Talwa / Mukam, en Bikaner. Su nombre espiritual era Jambhaji. Dejó a sus seguidores una escritura en caracteres nagri llamada Shabdwani, que consta de 120 Shabds. Varios censos de Bishnois se encuentran en Rajasthan, Haryana, Punjab. 

## Lugares de peregrinación
Los lugares más importantes de peregrinación de los Bishnois está situado en la aldea de Mukam, en Nokha Tehsil, Distrito de Bikaner, Rajasthan. Otros lugares de peregrinación importantes pertenecientes a los Bishnois son Samrathal Dhora (a 3 km de Mukam), Pipasar, Jangloo, Lohawat, Lodipur, Bhur Tiba y Prachin Vishnoi Mandir Kanth, Moradabad, Sameliya, Rotu, Lalasar y Jambolav.

## La masacre de Khejarli
El Bishnoi narra la historia de Amrita Devi, una mujer Bishnoi que, junto con otros más de 363 Bishnois, murieron salvando los árboles de Khejarli. Casi dos siglos atrás, Maharajah Abhay Singh de Jodhpur requería madera para la construcción de su nuevo palacio. Entonces el rey envió a sus soldados para cortar árboles en la región cercana de Khejarli, donde el pueblo disponía de gran cantidad de árboles. Pero cuando Amrita Devi y el resto de pobladores locales llegaron a saber de él, se opusieron a los hombres del rey. El partido feudal le dijo que si ella quería que los árboles que se salvaran, tendría que darles dinero como soborno. Ella se negó a reconocer esta demanda y les dijo que lo consideraría como un acto de insulto a su fe religiosa y prefirió dar su vida para salvar a los árboles. Este hecho todavía es recordado como el gran sacrificio de Khejarli. Algunos Bishnois que fueron asesinados para la protección de los árboles fueron enterrados en Khejerli, aldea cercana a Jodhpur, donde se había erigido una fosa simple con cuatro pilares. Cada año, en septiembre, los Bishnois se reúnen allí para conmemorar el sacrificio hecho por su pueblo para preservar su fe y su religión.